# Dayna McLeod
Pour les articles homonymes, voir McLeod.
Dayna McLeod, née en 1972, est une artiste performeuse et vidéaste basée à Montréal. 
Son œuvre a souvent un rapport au féminisme, à l'identité queer et à la sexualité,,,.
Elle est titulaire d'un diplôme en sculpture de l'Université des arts de l'Alberta et d'une maîtrise en arts médiatiques de l'Université Concordia. Elle prépare actuellement[Quand ?] un doctorat en sciences humaines au Centre d'études interdisciplinaires sur la société et la culture de l'Université Concordia.

## Biographie
Elle se produit régulièrement au Kiss My Cabaret, au Meow Mix, à Le Boudoir, et au festival Edgy Women à Montréal. L'œuvre de McLeod met en jeu les pratiques mixtes du cabaret et de la performance,,,.
Elle s'est présentée dans dix éditions annuelles du festival Edgy Women et son travail a été montré dans le monde entier. L'une de ses œuvres les plus notables a été son projet Cougar For A Year où elle est habillée en vêtements imprimés d'animaux du 1er juin 2012 au 1er juin 2013,,. Cougar For a Year a gagné en 2014 le prix Powerhouse de La Centrale grâce à son honnêteté et à son courage face à la normalisation de notre culture. Dayna a également remporté de nombreux autres prix et a reçu du soutien financier pour des projets de vidéo de la part du Conseil des arts du Canada et du Conseil des arts et des lettres du Québec.
Son corps occupe souvent une place importante dans ses performances, telles que Uterine Concert Hall, une pièce sonore in situ où les membres du public sont invités à écouter à travers son utérus, via un stéthoscope, la musique et les paysages sonores d'un haut-parleur inséré dans son vagin,,, et Cougar For A Year, au cours de laquelle elle a porté des vêtements imprimés d'animaux toute l'année, 24 h/24 et 7J/7 pour « [se concentrer] sur un examen public du corps de la femme, en particulier du corps d'une femme âgée dans un espace culturel où ce corps est en quelque sorte devenu un bien public propice aux commentaires »,.
Dayna McLeod est également une créatrice de vidéos, utilisant des pratiques basées sur la performance où elle joue directement pour la caméra, combinant souvent cette technique avec des pratiques de remixage, comme dans Ultimate SUB Ultimate DOM: Maria Von Trapp et Mary Poppins, et That's Right Diana Barry- You Needed Me,.

## Travaux

### Art de la performance[19]
- Uterine concert Hall, Fonderie Darling, Montréal, Québec, Canada, 2016.
- What's in the box?, Théâtre La Chapelle, Montréal , Québec, Canada, 2016.
- Santa's Wife and The Baby Dyke, Théâtre Centaur, Montréal, Québec, Canada, 2015 .
- Bronze Cowboy[20], Hemispheric Institute Encuentro, Montreal, Québec, Canada, 2014.
- Cougar for a year, Montréal, Québec, Canada, 2012.
- AV Machine, collaboration dans le projet d'Alexis O'Hara, Le Centre des arts actuels Skol, Montréal, Québec, Canada, 2009.
- Come shred my Heart, The Art and Anarchy Volunteer Collective, Montréal, Québec, Canada, 2008.
- Monarchy Mama, Queerotic FAQ! festival, Varsovie, Pologne, 2007.
- Car Wash !, La Centrale, Montréal, Québec, Canada, 2007.
- Sex Accidents and Home repair, Studio 303, Montréal, Québec, Canada, 2004.
- The One: a collaboration, collaboration avec Jackie Gallant, Studio 303, Montréal, Québec, Canada, 2004.
- Feminism: Your body is revolting, Montréal, Québec, Canada, 2003.
- Tales From the Canadian Beaver trilogy (Oh Canada, Show us Your Beaver; Beaver Fever; Santa Beaver), Buddies in Bad Times, Toronto, Canada, 2001.

### Vidéos
- 2015 : Undercover Lesbian SUPERCUT (Rizzoli & Isles S1.E6)
- 2015 : Older Woman Gentlemanly Dating with a Lesbian Ending, Supercut (Psych S5.E4)
- 2015 : Classe Action Baby Supercut (La Bonne Épouse S1.E17)
- 2015 : Class Action Baby Supercut (The Good Wife S1.E17)
- 2014 : Creep, collaboration avec Jackie Gallant
- 2011 : Nothing Compares to You
- 2011 : Don't Ask Don't Tell Gay, Gay, Gay
- 2011 : Peptalk.
- 2011 : Breaking up with Stephen Harper
- 2010 : The Cremation of Sam McGee
- 2010 : Thong
- 2009 : Ultimate SUB Ultimate DOM: Maria Von Trapp et Mary Poppins
- 2009 : That's Right Diana Barry- You Needed Me
- 2009 : Teabagging and Other Beauty Secrets
- 2009 : The Secret Message Tapes
- 2005 : Pleasure Zone
- 2004 : Dad, Don’t be Mad
- 2002 : Master Libation
- 2001 : Watching Lesbian Porn
- 2000 : The Bathroom Tapes: Track 3; Take 4 (« My Man »)
- 1999 : How to Fake an Orgasm (whether you need to or not)